# Will Burtin
Will Burtin (* 17. Januar 1908 in Köln; † 18. Januar 1972 in New York City, USA) war ein US-amerikanischer Designer, Grafiker spezialisiert auf Gebrauchsgrafik sowie Ausstellungsgestalter deutscher Herkunft. Burtin ist bekannt als der Vater der „Corporate Identity“ in den 1940er Jahren in den USA.

## Leben und Werk
Will Burtin lernte 1922 bis 1926 Typografie an der Handwerkskammer in Köln und studierte ab 1926 Grafik und „Künstlerische und Technische Formgebung“ (Industriedesign) an den Kölner Werkschulen bei Richard Riemerschmid und Jakob Erbar. Im Jahr 1932 heiratete er Hilde Munk (1910–1960), die Cousine des Luftfahrt-Pioniers und Erfinder des Windkanals Max Munk. Von 1927 bis 1938 betrieb Will Burtin ein eigenes Design-Studio in Köln und entwarf und gestaltete Broschüren, Plakate, Bücher, Ausstellungen, Displays, Werbung und Filme für deutsche, französische und andere Kunden.  Als er auf Verlangen von Joseph Goebbels zum Abteilungsleiter in dessen Propagandaministerium gemacht werden sollte, flüchtete er 1938 in die USA.
Von 1939 bis 1943 lehrte er Kommunikationsdesign am Pratt Institute in New York, ab 1959 berief ihn das Pratt Institute zum Professor und Leiter der Abteilung für Visuelle Kommunikation. Im Jahr 1949 erhielt er die Medaille des New York Art Directors Club und er wurde Direktor des American Institute of Graphic Arts. Von 1945 bis 1949 war er Art Director der Zeitschrift „Fortune“. Er war Mitglied des Art Directors Club New York und der Alliance Graphique Internationale AGI. Im Jahr 1954 war er (zusammen mit Saul Bass) Program Chairman der International Design Conference in Aspen, Colorado. (Ebenso wieder in den Jahren 1955 und 1956). Von 1961 bis zu seinem Tod war er mit der Designerin Cipe Pineles verheiratet.
In Zusammenarbeit mit amerikanischen Wissenschaftlern entwickelte er besondere Methoden und Ausstellungsmodelle für die graphische und plastische Darstellung wissenschaftlicher Forschungsergebnisse. Im Jahr 1964 wurden Arbeiten von ihm (unter anderem Ausstellungsmodelle für menschliche Zellen, für das Gehirn und das Uranatom mit Ausstellungskatalogen) auf der documenta III in Kassel in der Abteilung Graphik gezeigt.